# Milano-Modena 1937
La Milano-Modena 1937, ventottesima edizione della corsa, si svolse il 4 aprile 1937 su un percorso di 281,5 km con partenza a Rogoredo e arrivo a Modena. Fu vinta dall'italiano Aldo Bini, che completò il percorso in 8h00'00", alla media di 35,188 km/h, precedendo in volata i connazionali Glauco Servadei e Olimpio Bizzi; conclusero la gara, valida come prima prova del Trofeo dell'Impero, 37 dei 64 ciclisti al via.

## Percorso
Dopo il via da Rogoredo, il percorso attraversò nell'ordine Lodi (km 26,4), Casalpusterlengo, Piacenza (km 63), Fidenza (km 100), Noceto (km 113), Fornovo di Taro, Cassio di Terenzo, il Poggio di Berceto (vetta al km 160), Calestano (km 185), Felino (km 202), Montecchio Emilia (km 230) e Reggio Emilia per concludersi al velodromo di Piazza d'Armi a Modena. Qui erano previsti 10 giri di pista, pari a 10 km, prima del traguardo finale.

## Ordine d'arrivo (Top 10)
| Pos. | Corridore            | Squadra              | Tempo    |
| ---- | -------------------- | -------------------- | -------- |
| 1    | Aldo Bini            | Bianchi              | 8h00'00" |
| 2    | Glauco Servadei      | Ganna                | s.t.     |
| 3    | Olimpio Bizzi        | Fréjus               | s.t.     |
| 4    | Pierino Favalli      | Legnano              | s.t.     |
| 5    | Learco Guerra        | Legnano              | s.t.     |
| 6    | Elio Maldini         | Fréjus               | s.t.     |
| 7    | Giovanni Cazzulani   | Legnano              | ?        |
| 8    | Carlo Moretti        | S.C. Binda           | s.t.     |
| 9    | Walter Fantini       | A.C. Ferrarese       | s.t.     |
| 10   | 21 ciclisti ex aequo | 21 ciclisti ex aequo | s.t.     |